# Triaenodes nigrolineatus
Triaenodes nigrolineatus là một loài Trichoptera trong họ Leptoceridae. Chúng phân bố ở miền Australasia.